# 布拉霍達蒂夫卡 (哈爾科夫州)
49°40′47″N 37°32′33″E / 49.67972°N 37.54250°E
布拉霍達蒂夫卡（羅馬化：Blahodativka）是位於烏克蘭東部哈爾科夫州庫皮揚斯克區金德拉希夫卡市鎮的村莊。該村始建於1888年，面積0.3平方公里，海拔高度118米，2001年人口351，人口密度每平方公里1,170人。